# 百路馳
百路馳（英語：BFGoodrich）為美國的輪胎品牌，1988年古德里奇公司（Goodrich Corporation）將此品牌商標的使用權出售給法國輪胎製造商米其林，故實際上製造者為米其林北美洲公司，主要產品範圍為轎車、運動型多用途車用輻射層輪胎等。

## 概要與沿革
1869年班哲明·古德里奇（Benjamin Goodrich）獲得硫化橡膠發明人查爾斯·古德伊爾的授權，跟合夥人約翰·莫里斯（John P. Morris）共同買下哈德遜河橡膠公司（Hudson River Rubber Company）。原本此公司坐落在紐約州梅羅斯，後來接受俄亥俄州阿克倫提出13,600美元的贊助，翌年將公司遷廠至該地，且更名為B.F.古德里奇公司（B. F. Goodrich Corporation）。B.F.古德里奇公司是美國第一家輪胎製造商，供應給溫頓汽車運輸公司（Winton Motor Carriage Company）。1903年第一輛成功橫跨美國的車子即是配置B.F.古德里奇輪胎，1910年該公司首創在橡膠配方中摻入碳煙以延長輪胎使用壽命，從此輪胎從白色變成黑色。
1927年查爾斯·林白駕駛聖路易精神號（Spirit of St. Louis）飛越大西洋，該架飛機安裝的也是百路馳製造的輪胎；1947年該公司發明無內胎輪胎（tubeless tire）；1967年獲得低扁平比輪胎之專利，大幅改善輪胎的操控性能；1977年哥倫比亞號太空梭裝配的輪胎也是百路馳所供應。1995年推出的BFGoodrich Comp T/A Drag Radial輻射層輪胎，乃是第一款通過美國國家公路交通安全管理局批准的直線競速賽用輪胎。2004年3月16日米其林集團正式將百路馳產品引進中國市場。2006年至2007年期間，該品牌輪胎接替米其林輪胎，成為世界拉力錦標賽的指定用胎。

## 外部連結
- （英文）BFGoodrich Tires （页面存档备份，存于）
- （简体中文）百路驰中国 （页面存档备份，存于）

## 註解
1. ↑  像這樣的情形也發生在登祿普輪胎，美商固特異和日商住友橡膠皆有權製造使用登祿普輪胎，但此二家公司以銷售區域區隔，以免自家人打自家人。